# Pantoporia dampierensis
Pantoporia dampierensis är en fjärilsart som beskrevs av Rothschild 1915. Pantoporia dampierensis ingår i släktet Pantoporia och familjen praktfjärilar. Inga underarter finns listade i Catalogue of Life.